# Dato (lombardo)
Dato (em latim: Dattus ou Dactus) foi um nobre lombardo do começo do século XI, ativo no sul da Itália. Era irmão do rebelde Melo de Bari. Após o fracasso da primeiro levante de Melo contra a autoridade do Império Bizantino na região (1009/1010-1011), Dato serviu o papa Benedito VIII (r. 1012–1024), que lhe confiou uma torre em Garigliano. Em 1021, o catepano Basílio Boiano marchou contra Dato, que foi capturado e levado a Bari, onde foi condenado e executado em 15 de junho.